# Nové Mesto nad Váhom
Nové Mesto nad Váhom es la capital del distrito de Nové Mesto nad Váhom en la región de Trenčín, Eslovaquia, con una población estimada a final del año 2024 de 19 257 habitantes.
Se encuentra ubicada al oeste de la región, cerca del río Váh (cuenca hidrográfica del Danubio) y de la frontera con la región de Trnava y la República Checa.

## Demografía
| Año        | 1994   | 2004    | 2014    | 2024    |
| ---------- | ------ | ------- | ------- | ------- |
| Población  | 21 578 | 20 827  | 20 119  | 19 257  |
| Diferencia |        | −3,48 % | −3,39 % | −4,28 % |

| Año        | 2023   | 2024    |
| ---------- | ------ | ------- |
| Población  | 19 296 | 19 257  |
| Diferencia |        | −0,20 % |